# Anoye
Anoye – miejscowość i gmina we Francji, w regionie Nowa Akwitania, w departamencie Pyrénées-Atlantiques.
Według danych na rok 2015 gminę zamieszkiwało 155 osób, a gęstość zaludnienia wynosiła 16,0 osób/km².
| 1901 | 1962 | 1968 | 1975 | 1982 | 1990 | 1999 |
| ---- | ---- | ---- | ---- | ---- | ---- | ---- |
| 294  | 171  | 123  | 111  | 121  | 139  | 142  |